# Premio Laudomia Bonanni
Der Premio Letterario Internazionale L’Aquila BPER Banca, gewidmet der Schriftstellerin Laudomia Bonanni (1907–2002), daher kurz Premio Laudomia Bonanni, ist ein italienischer Literaturpreis, der seit 2002 jährlich an meist einen internationalen „Ehrengast“ und einen italienischen Schriftsteller vergeben wird.
Jedes Jahr werden Preise in drei Kategorien verliehen: eine Einladung zu den Feierlichkeiten für einen internationalen Schriftsteller als „Ehrengast“, einen Preis für die beste eingereichte veröffentlichte Arbeit eines italienischen Lyrikers und ein dritter Preis für das beste unveröffentlichte Gedicht eines lokalen Schülers. Die Auswahl der Preisträger erfolgt durch eine mehrköpfige Expertenjury. Die Preise in den letzten beiden Kategorien sind mit Geldwerten im niedrigen bis mittleren vierstelligen Bereich dotiert.

## Geschichte
Der Preis wurde in Gedenken an die italienische Schriftstellerin Laudomia Bonanni in ihrem Todesjahr 2002 begründet. Offiziell unter dem Namen Premio Letterario Internazionale L’Aquila firmierend, wird der in der Stadt L’Aquila vergebende Literaturpreis häufig als Premio Laudomia Bonanni bezeichnet. Stand 2009 wurde der Preis durch die gemeinnützige Organisation Fondazione Carispaq und die Verwaltung der Provinz L’Aquila organisiert; ausweislich der Preisausschreibung 2023 liegt die Organisation mittlerweile in den Händen der lokalen Filiale der italienischen Bank BPER Banca in L’Aquila, deren Markenname mittlerweile auch in den offiziellen Titel des Preises aufgenommen wurde.
2009 wurde die Preisvergabe in den Kategorien für italienische Schriftsteller angesichts des schweren Erdbebens von L’Aquila ausgesetzt. Im gleichen Jahr urteilte der Journalist Giustino Parisse in der Zeitung Il Centro, der Preis habe „in nur wenigen Jahren ein so hohes Niveau an Qualität und Bekanntheit erreicht, dass er eines der wichtigsten Kulturereignisse Italiens“ geworden sei.

## Preisträger
Die Auflistung der Preisträger bis 2023 erfolgt anhand der offiziellen Siegerliste auf der Website des Preises.

### Internationale Preisträger („Ehrengast“)
- 2002: Jewgeni Alexandrowitsch Jewtuschenko (Russland)
- 2003: Edoardo Sanguineti (Italien) und Adonis (Syrien / Schweden)
- 2004: Derek Walcott (St. Lucia / Vereinigtes Königreich)
- 2005: Kikuo Takano (Japan)
- 2006: Mahmud Darwisch (Palästina)
- 2007: Ana Blandiana (Rumänien)
- 2008: Mark Strand (Vereinigte Staaten)
- 2009: Títos Patríkios (Griechenland)
- 2010: Natan Zach (Israel)
- 2011: John F. Deane (Irland)
- 2012: Tahar Ben Jelloun (Marokko / Frankreich)
- 2013: Nasos Vagenas (Griechenland) und Franco Loi (Italien)
- 2014: Adam Zagajewski (Polen)
- 2015: Charles Simic (Vereinigte Staaten)
- 2016: Joumana Haddad (Libanon)
- 2017: Michel Faber (Niederlande / Australien / Vereinigtes Königreich)
- 2018: Yang Lian (Volksrepublik China / Neuseeland / Vereinigtes Königreich)
- 2019: Homero Aridjis (Mexiko)
- 2020: Marcia Theophilo (Brasilien)
- 2021: Carmen Yáñez (Chile)
- 2022: Ilya Kaminsky (Ukraine / Vereinigte Staaten)
- 2023: Alfonso Brezmes (Spanien)[4]
- 2024: Durs Grünbein (Deutschland)[5]

### Italienische Preisträger („Sektion A“)
- 2002: Paolo Ruffilli für La gioia e il lutto
- 2003: Maurizio Cucchi für Per un secondo o un secolo
- 2004: Alba Donati für Non in mio nome
- 2005: Daniele Cavicchia für La Malinconia delle Balene
- 2006: Valerio Magrelli für Disturbi del sistema binario
- 2007: Pietro Spataro für Cercando una città
- 2008: Maura del Serra für L’opera del vento
- 2009: keine Vergabe
- 2010: Paola Mastrocola für La felicità del galleggiante
- 2011: Oliviero Beha für Meteko
- 2012: Donatella Bisutti für Rosa alchemica
- 2013: Ennio Cavalli für Poesie con qualcuno dentro
- 2014: Roberto Deidier für Solstizio. Poesi
- 2015: Bruno Galluccio für La misura dello zero
- 2016: keine Vergabe
- 2017: Franco Marcoaldi für Tutto qui
- 2018: Elio Pecora für Rifrazioni
- 2019: Giancarlo Pontiggia für Il moto delle cose
- 2020: Giuseppe Conte für Non ti dirò di scrivere sul Mare, Alberto Rollo für L’ultimo turno di guardia und Antonio Maria Pinto für Tutte le poesie
- 2021: Umberto Piersanti für Canti d’ostinato amore
- 2022: Silvia Bre für Le campane
- 2023: unbekannt
- 2024: Gian Mario Villalta für Dove sono gli anni[5]